# Johannes Harms (Kriegsdienstverweigerer)
Johannes Harms (* 23. Mai 1910 in Rüstringen bei Wilhelmshaven; † 8. Januar 1941 in Brandenburg-Görden) war ein deutscher Zeuge Jehovas, der unter der nationalsozialistischen Diktatur in Deutschland im Zweiten Weltkrieg als Kriegsdienstverweigerer hingerichtet wurde.

## Leben
Johannes Harms wurde am 23. Mai 1910 als Sohn von Martin Harms in Rüstringen (heute Teil von Wilhelmshaven) geboren. Er war verheiratet und übte den Beruf des Kraftfahrers aus.
1938 wurde Johannes gemeinsam mit seiner Frau Elise und seinem Vater wegen ihrer Betätigung als Zeugen Jehovas erstmals in Oldenburg in Untersuchungshaft genommen, später jedoch wieder frei gelassen. Der Vater Martin überlebte die Kriegszeit im Konzentrationslager Sachsenhausen und war nach dem Krieg am Aufbau der Wilhelmshavener Gemeinde der Zeugen Jehovas beteiligt.
Als Zeuge Jehovas konnte Harms den Kriegsdienst mit der Waffe nicht mit seinem Glauben vereinbaren. Deshalb bezeichnete er sich selbst als "wehrunwürdig" und kam seiner Einberufung zum Wehrdienst nicht nach. Infolgedessen wurde er am 3. September 1940 verhaftet und nach Berlin überstellt. Am 7. November 1940 wurde er von Reichskriegsgericht in Berlin zum Tode verurteilt. Das Urteil wurde am 8. Januar im Zuchthaus Brandenburg-Görden vollstreckt.